# Walter von Pannwitz
Walter Sigismund Emil Adolf von Pannwitz (* 4. Mai 1856 in Mehlsack, Ostpreußen; † 8. November 1920 in Buenos Aires, Argentinien) war ein deutscher Rechtsanwalt, Oberbürgermeister von Kulmbach, Kunstsammler und Mäzen sowie Ehrenritter des Johanniterordens.

## Familie
Pannwitz entstammte dem alten oberlausitz-schlesischen Adelsgeschlecht von Pannwitz, das 1276 erstmals urkundlich erwähnt wurde. Seine Eltern waren Sigismund von Pannwitz und Emilie Auguste von Pannwitz. Er heiratete in erster Ehe am 6. Januar 1893 in Marburg an der Lahn Hedwig Faber († 1941 in Weimar), Tochter des Fuhrgeschäftsinhabers Albert Faber und der Marie Schmidt. Die Ehe wurde am 20. Dezember 1907 in München geschieden. In zweiter Ehe heiratete Pannwitz am 26. Mai 1908 in Dresden Catalina (Käthe) Carolina Friedericke Georgine Roth (* 3. September 1876 in Rostock; † 20. Mai 1959 in Zürich). Aus der Ehe ging die Tochter Ursula († 1989) hervor, die 1940 John Pelham, 8. Earl of Chichester, heiratete.

## Leben
Pannwitz machte sich in München als Anwalt besonders in großen Strafprozessen einen Namen, so vertrat er etwa 1896/97 Johann Berchtold im Raubmordprozess um Karoline Roos. 1901 war er der Verteidiger von Mathias Kneißl. Künstlerisch war er sehr begabt, schrieb Schauspiele und war mit Ludwig Thoma befreundet. In diese Zeit fiel auch seine Berufung zum Oberbürgermeister von Kulmbach, wo er sich ab 1888 durch eine durchgreifende Verwaltungsreform Verdienste erwarb.
Bereits in jungen Jahren begann Pannwitz Kunstwerke zu sammeln und ließ sich dabei von den Kunsthistorikern Max Friedländer und Wilhelm von Bode beraten. 1905 ließ er im Münchner Auktionshaus von Hugo Helbing seine rund 500 Stücke umfassende Kunsthandwerkssammlung versteigern, die vor allem aus Porzellan, aber auch aus Textilien, Uhren und Gold- und Silberschmiedearbeiten bestand. Vor allem das Meissner Porzellan in der Sammlung hatte deutschlandweit Bekanntheit erlangt, als es 1904 im Berliner Kunstgewerbemuseum ausgestellt wurde. Ein Werk aus der Sammlung befindet sich heute beispielsweise in der Sammlung des Bayerischen Nationalmuseums.

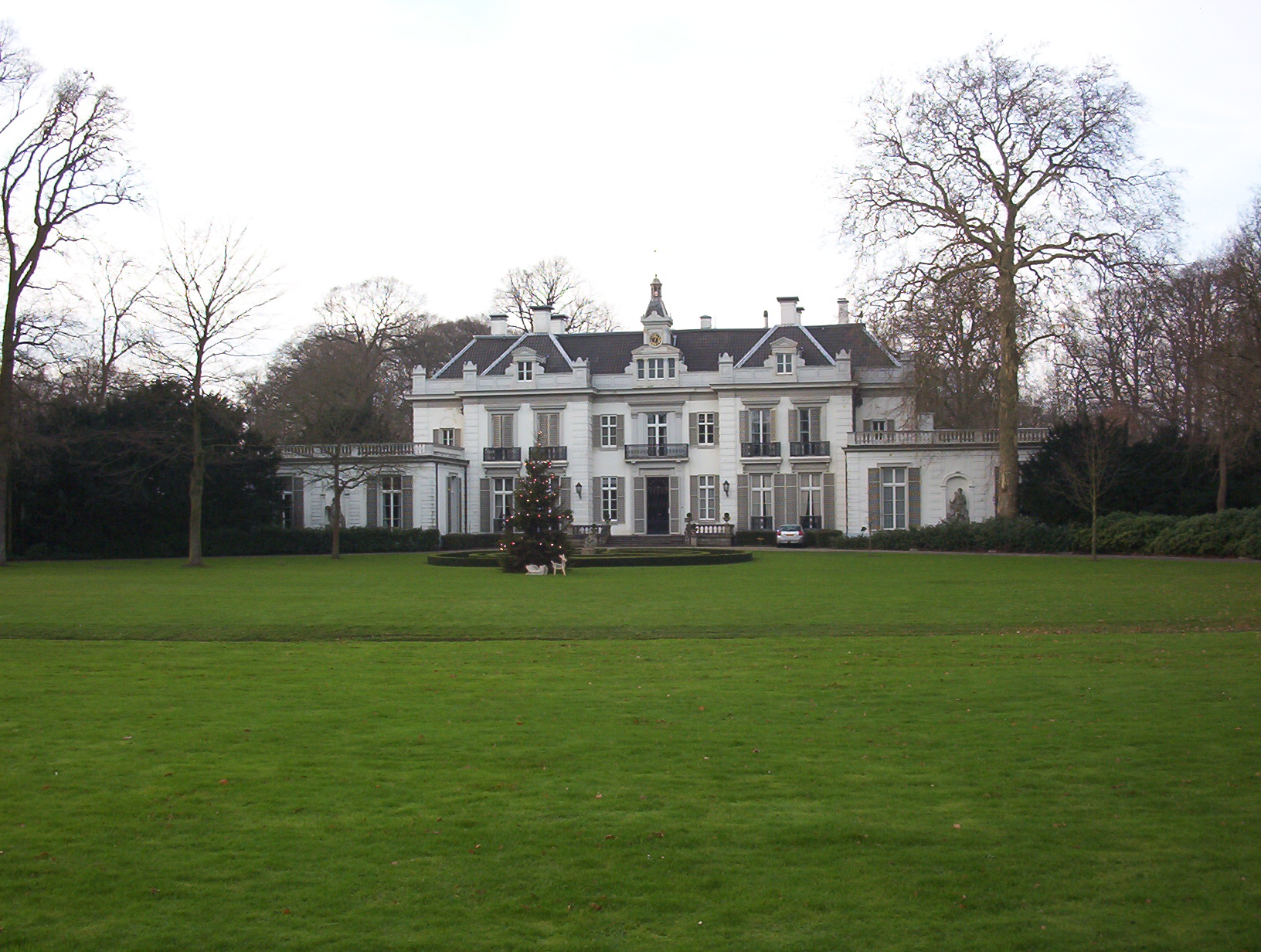
Haus Hartekamp, Nordholland

Im Jahr 1908 heiratete er in zweiter Ehe Catalina Roth, deren Familie umfangreiche Ländereien in Argentinien besaß. Das Ehepaar verband auch die Liebe zur Kunst, hatte doch seine Ehefrau schon vor ihrer Ehe eine große und bedeutende Gemäldesammlung erworben. Durch die Heirat wurden beide Sammlungen zusammengeführt und in den nachfolgenden Jahren auf die spätere Bedeutung und Größe erweitert. 1914 zog das Paar nach Berlin in das neu erbaute Palais Pannwitz.
Nach dem frühen Tod 1920 ihres Ehemannes ließ Catalina von Pannwitz das Palais im Grunewald leerstehen, erwarb in Holland das Schloss Hartekamp bei Bennebroek und machte es im Laufe der folgenden Jahrzehnten zu einem gesellschaftlichen Zentrum der europäischen Aristokratie. Besonderer Freund des Hauses war der deutsche Kaiser Wilhelm II., der „seiner Freundin Panni“ in Hartekamp mit seiner Begleitung mehr als hundert Besuche abgestattet hat. Catalina von Pannwitz erweiterte die Kunstsammlung auch nach dem Tod ihres Ehemannes stetig. 1947 wurde sie im Rijksmuseum in Amsterdam ausgestellt. Die Sammlung umfasste nun neben Kunsthandwerk auch Gemälde und Skulpturen von der Renaissance bis zum Rokoko und wurde vor allem für seine niederländischen Gemälde gerühmt, darunter Pieter de Hooch und Rembrandt van Rijn.
Walter und Catalina von Pannwitz wurden auf dem Südwestkirchhof Stahnsdorf beigesetzt, wo ihr repräsentatives Grabmal noch heute existiert.

## Palais Pannwitz

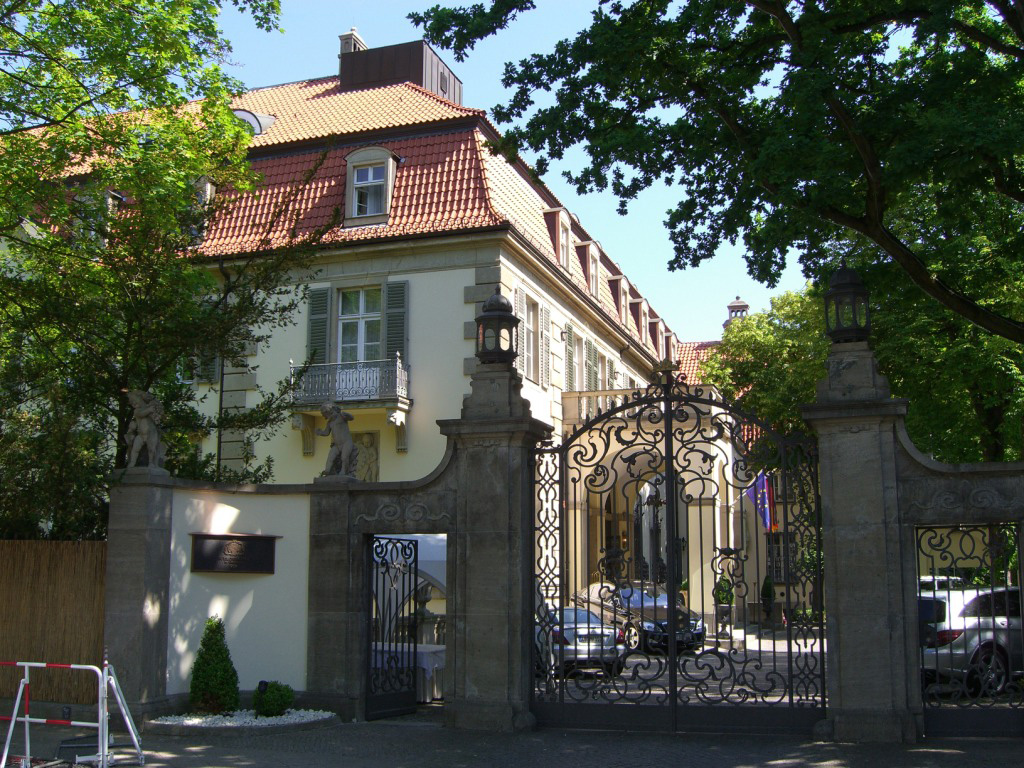
Palais Pannwitz, Berlin-Grunewald

Als im Jahr 1910 das Ehepaar seinen Wohnsitz nach Berlin verlegen wollte, beauftragten sie den Münchener Architekten German Bestelmeyer (unter Beteiligung von William Müller) mit dem Bau eines repräsentativen Wohnsitzes im Grunewald, Brahmsstraße 10, um ihrer Kunstsammlung einen würdigen Rahmen zu schaffen. Auf 2,2 Hektar entstand zwischen 1911 und 1914 das Palais Pannwitz, das sich stilistisch an der Neorenaissance der Zeit um 1800 orientierte.
Im Jahr 1941 verkaufte die Familie von Pannwitz das Berliner Palais an das Deutsche Reich. Nach dem Zweiten Weltkrieg gehörte es zu den wenigen unzerstört gebliebenen großen Häusern in Berlin und Umgebung. Lange Zeit stand es leer und kam erst zwischen 1951 und 1984 als Schloßhotel Gehrhus wieder zu neuem Glanz. Nach der Wiedervereinigung wurde es ab 1991 aufwändig restauriert und wurde 1994 als Schlosshotel im Grunewald wiedereröffnet und steht heute unter Denkmalschutz. Während der Fußball-Weltmeisterschaft 2006 beherbergte das Palais die deutsche Nationalmannschaft und wurde so Schauplatz von Sönke Wortmanns Dokumentarfilm Deutschland. Ein Sommermärchen.